# Des-dur

Znaki chromatyczne w gamie Des-dur

Diagram akordu Des-dur dla gitary

Des-dur – gama muzyczna oparta na skali durowej, której toniką jest des. Gama Des-dur zawiera dźwięki: des, es, f, ges, as, b, c. Tonacja Des-dur zawiera pięć bemoli.
| Gama Des-dur zapisana za pomocą przygodnych znaków chromatycznych | Audio playback is not supported in your browser. You can download the audio file.                                                                                                  |
| Gama Des-dur zapisana za pomocą znaków przykluczowych             | \relative f'{ \override Staff.TimeSignature #'stencil = ##f \key des \major \cadenzaOn des1 es f ges as bes c des \cadenzaOff } \addlyrics { \small { des1 es f ges as b c des } } |

Równoległą gamą molową jest b-moll.

Des-dur to także akord, zbudowany z pierwszego (des), trzeciego (f) i piątego (as) stopnia gamy Des-dur.
| Akord Des-dur | Audio playback is not supported in your browser. You can download the audio file. |

Znane dzieła oparte na tonacji Des-dur:
- Ferenc Liszt – Etiuda Des-dur
- Claude Debussy – Clair de lune
- Fryderyk Chopin – Walc Minutowy, XV Preludium (Deszczowe), Nokturn z op. 27
- Robert Schumann – Requiem